# Gutis
Pour les articles homonymes, voir Guti.
Les Gutis (ou Goutis, Qutis ou Goutéens), terme issu de l'ancien akkadien qutium ou gutium, désignait une population des monts Zagros, souvent en lien avec une région de même nom, dans le voisinage de la Mésopotamie à la fin du IIIe millénaire av. J.-C. et durant les siècles suivants. 
Connu par des sources extérieures et des témoignages généralement partiaux, leur nature exacte reste énigmatique. Leur origine et leur culture sont inconnues, il est impossible de déterminer s'il s'agit bien d'une ethnie précise ou d'un ensemble hétérogène. 
Devenu un terme générique pour désigner les populations montagnardes de certaines régions du Zagros, « Gutis » a servi à désigner au Ier millénaire av. J.-C. dans les documents babyloniens et assyriens plusieurs peuples. Cela est dû en grande partie au fait que les Gutis sont devenus dans la littérature mésopotamienne une figure exemplaire du « barbare ».

## Les Gutis « historiques »: un peuple des montagnes du Zagros

Localisation des sites principaux de Mésopotamie méridionale à la période d'Akkad.

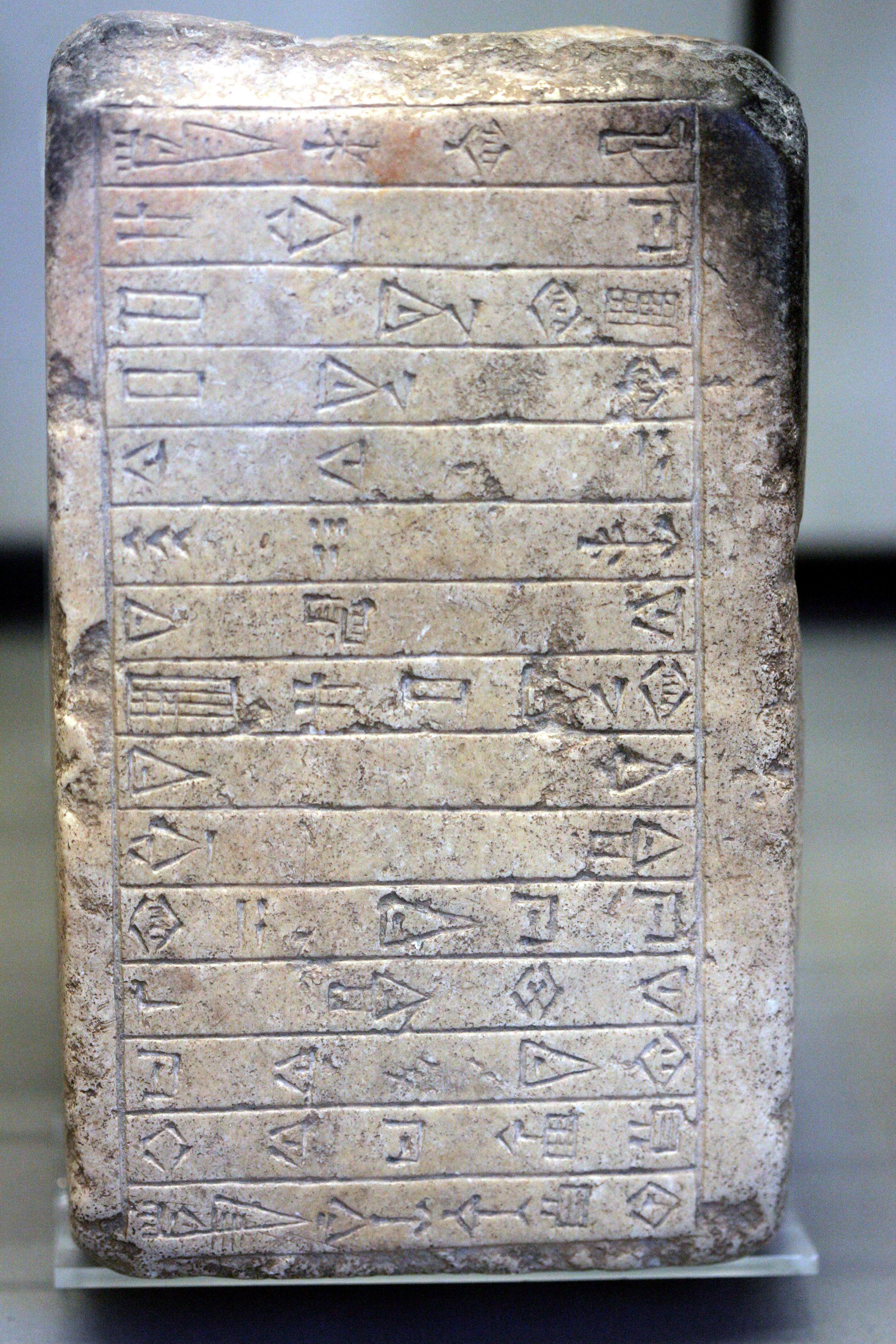
Inscription de Lugalanatum, gouverneur d'Umma sous le règne de Si'ium de Gutium, c. 2130 av. J.-.C. Musée du Louvre.

Les Gutis viennent d'une région, le Gutium, localisée quelque part dans le Zagros occidental, dans les montagnes entre le lac d'Urmiah et le bassin de la Diyala, peut-être plus précisément entre le Tigre à l'ouest, le Grand Zab au nord et le Petit Zab au sud. La localisation exacte est discutée, aucune étude archéologique n'ayant identifié de culture matérielle guti. Ils apparaissent à la fin de la période d'Akkad sous le règne de Shar-kali-sharri (c. 2217-2193 av. J.-C.) dans des textes de villes de la Babylonie centrale (Umma, Adab et peut-être jusqu'à Lagash) où une forte communauté est établie, nécessitant la présence d'un interprète parlant leur langue dans l'administration locale qui les emploie probablement.
C'est sans doute à partir de cette base que des chefs gutis vont constituer une entité politique au moment de la désagrégation de l'empire d'Akkad, à partir des dernières années de règne de Shar-kali-sharri qui les affronte à deux reprises et capture leur roi Sarlak. Mais cela ne suffit pas à arrêter leur ascension qui se poursuit sous les derniers rois d'Akkad. La tradition mésopotamienne a attribué aux Gutis la responsabilité de la chute d'Akkad. Cela est discuté par les spécialistes. Il est évident que des rois gutis ont dominé une partie de la Basse Mésopotamie à cette période, puisqu'on connaît des copies postérieures d'inscriptions de rois gutis mentionnant des constructions et batailles qu'ils ont accomplies. Erridu-pizir fils d'Enridapizir est l'un d'entre eux. Il a laissé des inscriptions sur des statues dans un temple de Nippur, la cité sainte du sud mésopotamien, commémorant notamment une victoire contre les Lullubis, autre peuple montagnard. Il se proclame « Roi puissant, roi de Gutium, Roi des quatre rives (de la terre) », une titulature inspirée de celle des rois d'Akkad. La Liste royale sumérienne, présentant les différentes dynasties à qui la tradition historiographique mésopotamienne la plus courante (celle des scribes de Nippur), attribue la domination sur la région à une dynastie de 21 rois gutis sur une période de 91 ans (ou 124 selon une autre version), entre deux dynasties venant d'Uruk. Le contenu de ce document est peu crédible pour cette période : la période à laquelle ces rois ont pu régner semble ne durer qu'un demi-siècle environ et il a été mis en évidence que plusieurs noms de rois gutis étaient sans doute des inventions de scribes sumériens, même si d'autres sont bien avérés. Cela renvoie sans doute à une réalité, à savoir que des souverains Gutis ont dominé une partie de la Basse Mésopotamie, dans sa région centrale et peut-être un temps jusqu'à Nippur. Au moins deux de ceux mentionnés dans la Liste, Yarlaganda et Si'um, sont présentés comme les suzerains d'Umma par les gouverneurs de cette cité. Plusieurs ont pu régner au même moment mais sur des territoires différents. Ils côtoyaient alors d'autres entités politiques qui avaient émergé durant la désagrégation de l'empire d'Akkad, comme le royaume d'Uruk, celui de la dynastie de Gudea à Lagash, celui de Puzur-Inshushinak en Élam, et aussi les derniers descendants des rois d'Akkad (Dudu, Shu-turul) qui occupaient encore la région de la ville d'Akkad. Il faut peut-être attribuer à un roi guti la responsabilité de la chute définitive de cette cité (qui est voisine de la région où les Gutis sont sans doute installés), ce qui expliquerait alors la tradition mésopotamienne postérieure. Quoi qu'il en soit, le dernier roi de la dynastie guti dans la Liste royale sumérienne, Tirigan, a été vaincu par Utu-hegal d'Uruk (c. 2124-2113 av. J.-C.), qui commémore cela dans un récit apologétique. Il rétablit l'unité de la Basse Mésopotamie, son entreprise servant de base à la constitution de l'empire de la Troisième dynastie d'Ur par son frère Ur-Nammu. Les Gutis participent peut-être à la destruction de ce second empire vers 2004 av. J.-C. aux côtés d'autres pays du Plateau iranien et de Hautes Mésopotamie (Élam, Simashki, Subartum), si on suit la Lamentation sur la destruction de Sumer et d'Ur.
Les Gutis apparaissent encore dans des textes du début du IIe millénaire av. J.-C., dans la région du Zagros. On les retrouve notamment au début du XVIIIe siècle av. J.-C. dans les archives de Shusharra (Tell Shemsherra), une petite cité de la région du bassin du Petit Zab peuplée par des Turukkéens, dont certains chefs affrontent à plusieurs reprises des tribus gutis qui semblent dominer la région au sud de la leur (ce qui correspond bien au foyer supposé des Gutis). Cette situation transparaît bien dans une lettre de la même époque retrouvée à Mari rapportant les plaintes de Turukkéens auprès de leur suzerain Samsi-Addu qui demandent de l'aide face à l'avancée des troupes du roi Zazzum du Gutium :

« Les Guti nous menacent. Oui, nous-mêmes, pour sûr, nous sommes désormais en position de faiblesse. Or, face aux Guti, allons-nous abandonner nos demeures ? En effet, aujourd'hui, les Guti arrivent. Serons-nous chassés de tout ce qu'à l'heure actuelle nous détenons ? Gagnerons-nous la montagne ? Nous mettrons-nous à la recherche d'un sol où vivre ? »

— Lettre de Mari A.649 (LAPO 17.592), l. 21-26, traduction de J.-M. Durand.
Le Gutium et des troupes du Gutium sont mentionnés peu après sous le règne de Hammurabi de Babylone, servant comme alliés ou mercenaires pour des grands royaumes de leur voisinage, notamment Eshnunna. Une lettre de cette période mentionne un contingent de 10 000 soldats Gutis d'une « reine du Nawar » (sans doute un pays situé sur la rive gauche du Tigre, donc en pays guti ou à proximité) alliés à Eshnunna. Plusieurs des noms d'années de Hammurabi (commémorant les événements majeurs se produisant durant celles-ci) mentionnent des défaites infligées au Gutium, aux côtés d'autres régions et peuples des montagnes et du nord de la Mésopotamie (Subartum, Turukkéens, Kakmum). Après cela, le peuple et le pays de Gutium apparaissent encore dans les écrits mésopotamiens, mais il est difficile de les assimiler aux Gutis de la fin du IIIe millénaire av. J.-C. et du début du IIe millénaire av. J.-C. car ces termes semblent devenus indépendants de l'appartenance ethnique (si tant est qu'ils aient jamais été un groupe homogène) pour refléter plutôt une origine géographique et une condition de « barbare » aux yeux des Mésopotamiens.

## Les Gutis, « barbares » des Mésopotamiens
Les Gutis ont été une source d'inspiration pour les scribes des temples et des cours royales mésopotamiennes, qui en ont fait une figure de « barbare » idéal. La Liste royale sumérienne illustre bien cela par les grandes incertitudes et les manipulations qu'elle révèle. Les 21 rois qu'elle présente n'ont pas d'existence prouvée, leurs années de règne sont étonnamment régulières et courtes (7, 6, 3, 2 et 1 an) et Erridu-pizir que l'on connaît par une inscription dans laquelle il se mentionne explicitement comme un roi de Gutium n'y figure pas. Plusieurs autres ont des noms qui sont manifestement inventés par le rédacteur de la liste qui a voulu dénigrer les Gutis par des noms ironiques : Ingishu signifie « Ils errent » ; Ikukum-la-qaba, « Huile puante sans parole » ; I''ar-la-qaba, « Il se déplace sans mot dire ».
D'autres textes reflètent le dédain que les Gutis inspiraient aux scribes de Basse Mésopotamie. La Malédiction d'Akkad est un récit élaboré pour expliquer les causes de la chute des rois d'Akkad, qu'elle attribue à l'impiété de l'un d'entre eux, l'orgueilleux Naram-Sin, qui aurait détruit le temple du grand dieu Enlil à Nippur. Cela provoqua la fureur de ce dernier qui exerça sa vengeance sur la Mésopotamie par l'intermédiaire des Gutis :

« Enlil fit sortir des montagnes ceux qui ne ressemblent à aucun autre peuple, qui ne font pas partie du Pays (de Sumer), les Gutis, un peuple qui n'a pas de morale, qui a un esprit humain mais des instincts canins et des traits simiesques. Comme des oiseaux ils ont fondu sur le sol en grandes nuées. À cause d'Enlil, ils ont étendu leurs bras sur la plaine comme un filet pour animaux. Rien n'échappait à leur étreinte, personne ne quittait leur prise. »

— Malédiction d'Akkad, version paléo-babylonienne, l. 155-161.
De la même manière le récit de la victoire d'Utu-hegal sur Tirigan décrit les Gutis comme des « serpents » et « scorpions » des montagnes que personne n'osait affronter avec lui. La Lamentation sur la destruction de Sumer et Ur, réécriture de la chute de la Troisième dynastie d'Ur suivant des schémas similaires à ceux que la Malédiction d'Akkad présentait pour celle de l'empire d'Akkad, met elle aussi en scène les Gutis descendant des montagnes pour accomplir la vengeance d'Enlil en détruisant les foyers honnêtes. On retrouve donc là des procédés visant à faire du « barbare » l'opposé de tout ce qui représente la civilisation, par son apparence et par ses mœurs violentes qui plongent le pays « civilisé »  dans le chaos, puis qu'après leur passage les communications sont impossibles, les familles séparées et asservies, les villes sont désertées, les dieux ne reçoivent plus de culte. La réalité historique s'efface derrière le poids des représentations de l'autre servant en négatif de révélateur de l'idéal des « civilisés » : paix, vie urbaine et rurale prospères, culte aux dieux. Plusieurs siècles après les faits, une chronique babylonienne y fait référence en altérant les événements rapportés par les sources sumériennes et en les réinterprétant autour de son grand dieu Marduk, tout en gardant l'image des Gutis comme des barbares sans morale :

« Naram-Sîn anéantit les êtres vivants de Babylone et, par deux fois, (Marduk) leva contre lui l'armée des Guti ; (ceux-ci) traitèrent son peuple avec un aiguillon. Il confia la royauté à l'armée des Guti.
Les Guti (étaient des gens à faire) exhaler les plaintes, ils ne savaient pas honorer les dieux et ils ne surent pas accomplir correctement les rites divins et les cérémonies. Utu-hegal, le pêcheur, pêche tout au bord de la mer un poisson (pour en faire) une offrande. [...] Mais les Guti lui arrachèrent des mains le poisson cuit avant qu'il ne fut offert. Par son commandement exalté, (Marduk) éloigna l'armée des Guti de la royauté de son pays et le confia à Utu-hegal. »

— Chronique Weidner, l. 53'-61', traduction de J.-J. Glassner.
C'est sans doute sous le poids de l'histoire et de ces représentations que la région du Zagros d'où venaient les Gutis continua à être appelés Gutium par les Mésopotamiens plusieurs siècles après la chute d'Akkad et le règne de Hammurabi, et que des populations furent qualifiées de gens du Gutium bien qu'elles ne soient probablement plus des Gutis, mais parce qu'elles venaient des montagnes de l'est et ne paraissaient pas « civilisées » et hostiles aux yeux des gens de la plaine. Les Mèdes, Iraniens qui s'établirent au nord-est du Gutium, furent de ceux-ci aux yeux des Assyriens. Le roi babylonien Nabonide (556-539 av. J.-C.) rappelle encore que les Gutis sont coupables d'avoir détruit le temple de la déesse Annunitu de Sippar, parmi d'autres outrages qu'a subis ce sanctuaire. Une province de son empire située dans le Zagros porte d'ailleurs le nom de Gutium, et c'est la trahison de son gouverneur Ugbaru/Gobryas qui ouvre la voie au perse Cyrus II vers Babylone en 539 av. J.-C.